# Дуальный фотон
В теоретической физике двойной фотон – это гипотетическая элементарная частица, которая двойственна фотону в условиях электромагнитной двойственности, которая предсказывается некоторыми теоретическими моделями,, включая М-теорию.
Было показано, что включение магнитного монополя в уравнения Максвелла вносит особенность. Единственный способ избежать сингулярности - включить второй четырехвекторный потенциал, называемый двойным фотоном, в дополнение к обычному четырехвекторному потенциалу, фотону. Кроме того, обнаружено, что стандартный лагранжиан электромагнетизма не является двойственно симметричным (т. Е. Симметричным при вращении между электрическим и магнитным зарядами), что вызывает проблемы с тензорами энергии–импульса, спина и орбитального углового момента. Для решения этой проблемы был предложен двойной симметричный лагранжиан электромагнетизма, который имеет самосогласованное разделение спиновых и орбитальных степеней свободы. Симметрии Пуанкаре подразумевают, что двойной электромагнетизм естественным образом создает самосогласованные законы сохранения.

## Двойной электромагнетизм
Свободное электромагнитное поле описывается ковариантным антисимметричным тензором{\displaystyle F\alpha \beta }  ранга 2 с помощью
{\textstyle F\alpha \beta =\partial \alpha \mathrm {A} \beta -\partial \beta \mathrm {A} \alpha }.
где {\displaystyle A\alpha } - электромагнитный потенциал
Двойное электромагнитное поле {\displaystyle \star F\alpha \beta } определяется как
{\displaystyle \star F\alpha \beta ={\frac {1}{2}}\epsilon \alpha \beta ^{\sigma }\lambda F\sigma \lambda }.
где {\displaystyle \star } обозначает двойственность Ходжа, а {\displaystyle {\mathsf {\epsilon }}\mu \nu \sigma \lambda } - тензор Леви-Чивиты
Для электромагнитного поля и его двойного поля мы имеем
{\displaystyle \partial \alpha F^{\alpha }\beta =0},
{\displaystyle \partial \alpha \star \!F^{\alpha }\beta =0}.